# Beetzsee
Der Beetzsee ist ein eiszeitlicher Rinnensee im westlichen Land Brandenburg. Er erstreckt sich 18 km, zunächst nach Norden, dann nach einem scharfen Knick nach Nordosten in den Landkreis Potsdam-Mittelmark hinein und endet an der Gemeinde Päwesin. Der See selbst gehört vollständig zum Gebiet der Stadt Brandenburg an der Havel, wobei die Grenze der kreisfreien Stadt oftmals mit der mittleren Uferlinie übereinstimmt oder nur wenige Meter vom Ufer entfernt verläuft. Der See hat eine maximale Tiefe von neun Metern bei einer durchschnittlichen Tiefe von 3 Metern. Der Beetzsee besteht aus den südlichen drei Seebecken der Beetzseerinne, die durch sogenannte Stränge verbunden sind. Nach Nordosten ist der Beetzsee über einen weiteren Sträng mit einem vierten Seenbecken, dem Riewendsee verbunden. Durch den Bau des Silokanals und seiner Schifffahrtsmolen wurde die südliche Seespitze teilweise vom Restsee abgetrennt und ist in modernen topographischen Karten oft falsch beschriftet.

## Beschreibung

Der Beetzsee im südlichen Bereich der Beetzseerinne

Der Beetzsee entstand nach der letzten, der Weichselkaltzeit in der Beetzseerinne. Von Nordosten nach Südwesten vorschiebendes Inlandeis und unter Druck stehendes zirkulierendes Schmelzwasser formten die Rinne aus. Nach dem Abtauen des Gletschereises füllten sich die Becken mit Grund- und Oberflächenwasser, sodass sich die heutige Kette mehrerer Seen bildeten. Unterbrochen wird die Rinne durch mehrere Rinnenschwellen, über die flache und schmale Verbindungen zwischen den einzelnen Becken, die Strängen, führen. Beetzsee werden die drei südlichen Seenbecken der Rinne genannt. Die Seenbecken weisen einen für glaziale Rinnen typischen langgestreckten und gerade im zweiten Becken auch ausgeprägten mäanderartigen Verlauf auf. In früheren Kartenwerken wurden diese Seenbecken namentlich unterschieden. So hieß der mittlere der drei Seen im Schmettauschen Kartenwerk Butzower oder Ketzürer See und der nördliche Bagower See. Weitere Seen der Beetzseekette sind nach Norden der Riewendsee, der Klein Behnitzer See und der Groß Behnitzer See.
Zahlreiche Landschaftsschutzgebiete zeichnen den Beetzsee und seine Ufer aus. Er liegt im Naturpark Westhavelland. Die größte Beetzseeinsel Buhnenwerder ist als Naturschutzgebiet mit der vormals größten Lachmöwenkolonie Deutschlands ausgewiesen. Eine weitere Beetzseeinsel ist der Hünensteg, der auch Acapulco genannt wird.
Der Beetzsee wird von Seglern, Anglern, Schwimmern, Ruderern und Motorwassersportlern genutzt. Eine national und international bedeutende Sportstätte bietet die Regattastrecke Beetzsee. Sie liegt in der Stadt Brandenburg und ist seit 1969 Austragungsort vieler nationaler und internationaler Wassersportveranstaltungen. Im Jahr 1972 wurden dort die Ruder-Europameisterschaften ausgetragen. Im Jahr 2009 war der Beetzsee mit seiner Regattastrecke in der Stadt Brandenburg Austragungsort der Kanurennsport-Europameisterschaften.

## Angrenzende Städte und Gemeinden
Im Uhrzeigersinn grenzen folgende Städte und Gemeinden an den See: Im Süden liegt die Stadt Brandenburg an der Havel, zu der auch der See in seiner gesamten Ausdehnung gehört. Am Westufer des Sees schließen sich die Gemeinde Beetzsee mit den Ortsteilen Brielow und Radewege, Gemeinde Beetzseeheide mit den Ortsteilen Butzow, Ketzür und Gortz und Päwesin mit den Ortsteilen Bollmannsruh und Bagow an. Am Ostufer, am Übergang zum Riewendsee liegt der Ortsteil Päwesin. Aus der Gemeinde Roskow liegen der Ortsteil Lünow und der Gemeindeteil Grabow am See. Mötzow am südlichen Ostufer ist ein Gemeindeteil Beetzseeheides.

## Legende
Zum Ende des 19. Jahrhunderts lebte in der Stadt Brandenburg der Barbier Fritze Bollmann, der, nur der Legende nach, beim Angeln im Beetzsee ertrank und danach durch ein Spottlied bekannt wurde. Nach ihm ist der Ort Bollmannsruh benannt.